# Samuel Castillejo
Samuel 'Samu' Castillejo Azuaga (Málaga, 18 januari 1995) is een Spaans voetballer die doorgaans als aanvaller speelt. Hij verruilde Villarreal CF in augustus 2018 voor AC Milan.

## Clubcarrière
Castillejo komt uit de jeugdopleiding van Málaga CF. Hij scoorde zestien doelpunten in 35 wedstrijden voor Málaga B. In augustus 2014 werd hij bij het eerste elftal gehaald. Hij debuteerde hiervoor op 29 augustus 2014 in de Primera División, tegen Valencia CF. Hij mocht na 57 minuten invallen voor Juanmi. Valencia CF won de wedstrijd in het eigen Estadio Mestalla met 3-0. Castillejo speelde dat seizoen 34 competitiewedstrijden in het eerste team, waarmee hij als negende eindigde. Hij tekende in juni 2015 een contract tot medio 2020 bij Villarreal CF, de nummer zes van de Primera División in het voorgaande seizoen.

## Clubstatistieken
| Seizoen     | Club          | Competitie       | Competitie | Competitie | Competitie | Beker | Beker | Beker | Internationaal | Internationaal | Internationaal | Totaal | Totaal | Totaal |
| Seizoen     | Club          | Competitie       | Wed.       | Dlp.       | Ass.       | Wed.  | Dlp.  | Ass.  | Wed.           | Dlp.           | Ass.           | Wed.   | Dlp.   | Ass.   |
| ----------- | ------------- | ---------------- | ---------- | ---------- | ---------- | ----- | ----- | ----- | -------------- | -------------- | -------------- | ------ | ------ | ------ |
| 2014/15     | Málaga CF     | Primera División | 34         | 1          | 5          | 5     | 0     | 0     | —              | —              | —              | 39     | 1      | 5      |
| Club Totaal | Club Totaal   | Club Totaal      | 34         | 1          | 5          | 5     | 0     | 0     | 0              | 0              | 0              | 39     | 1      | 5      |
| 2015/16     | Villarreal CF | Primera División | 28         | 1          | 1          | 4     | 0     | 1     | 13             | 1              | 0              | 45     | 2      | 2      |
| 2016/17     | Villarreal CF | Primera División | 33         | 2          | 3          | 3     | 1     | 0     | 8              | 0              | 1              | 44     | 3      | 4      |
| 2017/18     | Villarreal CF | Primera División | 30         | 6          | 7          | 3     | 0     | 1     | 5              | 0              | 0              | 38     | 6      | 8      |
| Club Totaal | Club Totaal   | Club Totaal      | 91         | 9          | 11         | 10    | 1     | 2     | 26             | 1              | 1              | 127    | 11     | 14     |
| 2018/19     | AC Milan      | Serie A          | 31         | 4          | 2          | 5     | 0     | 0     | 4              | 0              | 2              | 40     | 4      | 2      |
| 2019/20     | AC Milan      | Serie A          | 22         | 2          | 3          | 3     | 1     | 2     | —              | —              | —              | 25     | 3      | 5      |
| 2020/21     | AC Milan      | Serie A          | 28         | 1          | 1          | 2     | 0     | 0     | 13             | 2              | 3              | 43     | 3      | 4      |
| 2021/22     | AC Milan      | Serie A          | 5          | 0          | 2          | 0     | 0     | 0     | —              | —              | —              | 5      | 0      | 2      |
| Club Totaal | Club Totaal   | Club Totaal      | 86         | 7          | 8          | 10    | 1     | 2     | 17             | 2              | 5              | 113    | 10     | 15     |
| TOTAAL      | TOTAAL        | TOTAAL           | 211        | 17         | 24         | 25    | 2     | 4     | 43             | 3              | 6              | 279    | 22     | 34     |

## Erelijst
| Kampioen Serie A | 1x | 2021/22 |

2 Calabria  ·
4 Bennacer ·
7 Giménez ·
8 Loftus-Cheek ·
9 Jović ·
10 Leão ·
11 Pulisic ·
14 Reijnders ·
16 Maignan ·
17 Okafor ·
18 Zeroli ·
19 Hernández ·
20 Jiménez ·
21 Chukwueze ·
22 Emerson ·
23 Tomori ·
24 Florenzi ·
28 Thiaw ·
29 Fofana ·
31 Pavlović ·
42 Terracciano ·
46 Gabbia ·
57 Sportiello ·
80 Musah ·
90 Abraham ·
96 Torriani ·
Coach: Fonseca
· Assistent-coach: Ferreira